# NeXTStep
NeXTStep is een objectgeoriënteerd, multitasking besturingssysteem ontwikkeld door Steve Jobs' bedrijf NeXT. Het besturingssysteem van de Apple Macintosh, Mac OS X, is een directe afstammeling van NeXTStep.
De naam van het besturingssysteem werd oorspronkelijk geschreven als NextStep. De schrijfwijze veranderde later in NeXTstep, vervolgens NexTStep, neXtStep, NeXTSTEP en uiteindelijk NEXTSTEP.

## Geschiedenis
Steve Jobs vestigde het bedrijf NeXT na zijn vertrek bij Apple in 1985 en begon de werkstations NeXTcube en NeXTstation te ontwikkelen. Voor deze computers werd ook een nieuw besturingssysteem ontwikkeld, dat in 1989 uitkwam.
Een bèta-uitgave van NeXTStep werd getoond bij de lancering van de NeXT-computer op 12 oktober 1988. De eerste volledige versie kwam uit op 18 september 1989. De laatste versie, 3.3, werd uitgegeven begin 1995. Tegen die tijd draaide NeXTStep niet alleen op de Motorola 68000-processorfamilie, maar ook op Intel x86-, Sun SPARC-, en HP PA-RISC-systemen.
Apple kocht NeXT op 4 februari 1997 voor 429 miljoen dollar, waarna Jobs terugkeerde bij Apple. Vervolgens werd de op NeXTStep gebaseerde OpenStep-API gebruikt om een nieuw besturingssysteem voor de Macintosh te ontwikkelen, dat in 1999 uitgebracht werd als Mac OS X.

## Beschrijving
NeXTStep is een combinatie van verschillende onderdelen:
- een UNIX-besturingssysteem gebaseerd op de Machkernel met toegevoegde code van BSD;
- beeldscherm PostScript en een vensterengine;
- de Objective-C-taal en -runtime;
- een objectgeoriënteerde applicatielaag met diverse "kits";
- ontwikkeltools voor de objectgeoriënteerde lagen.

NeXTStep is opmerkelijk vanwege een geavanceerde implementatie van de laatste drie punten. Dit maakte het ontwikkelen van programma's met NeXTStep veel eenvoudiger dan op andere systemen. 
De architectuur van NeXTStep was voor die tijd uiterst modern. Het Unix-besturingssysteem was gebaseerd op een Machkernel uitgebreid met BSD-code. Het had een objectgeoriënteerde applicatielaag en gebruikte multitasking. NeXT ontwikkelde een speciale PostScript-gebaseerde technologie, Display PostScript, voor de geavanceerde graphics van de gebruikersinterface. Het systeem omvatte verder een compiler en codebibliotheken van de objectgeoriënteerde programmeertaal Objective-C.
Ook introduceerde het besturingssysteem nieuwe interface-elementen zoals een dock of taakbalk, een driedimensionaal uiterlijk, vensters die realtime ("live") gescrold en gesleept konden worden en de mogelijkheid om in kolomvorm te bladeren door mappen en bestanden (Miller Columns). Deze elementen zijn later overgenomen door de meeste andere besturingssystemen, waaronder Windows en Mac OS X.

## Nalatenschap

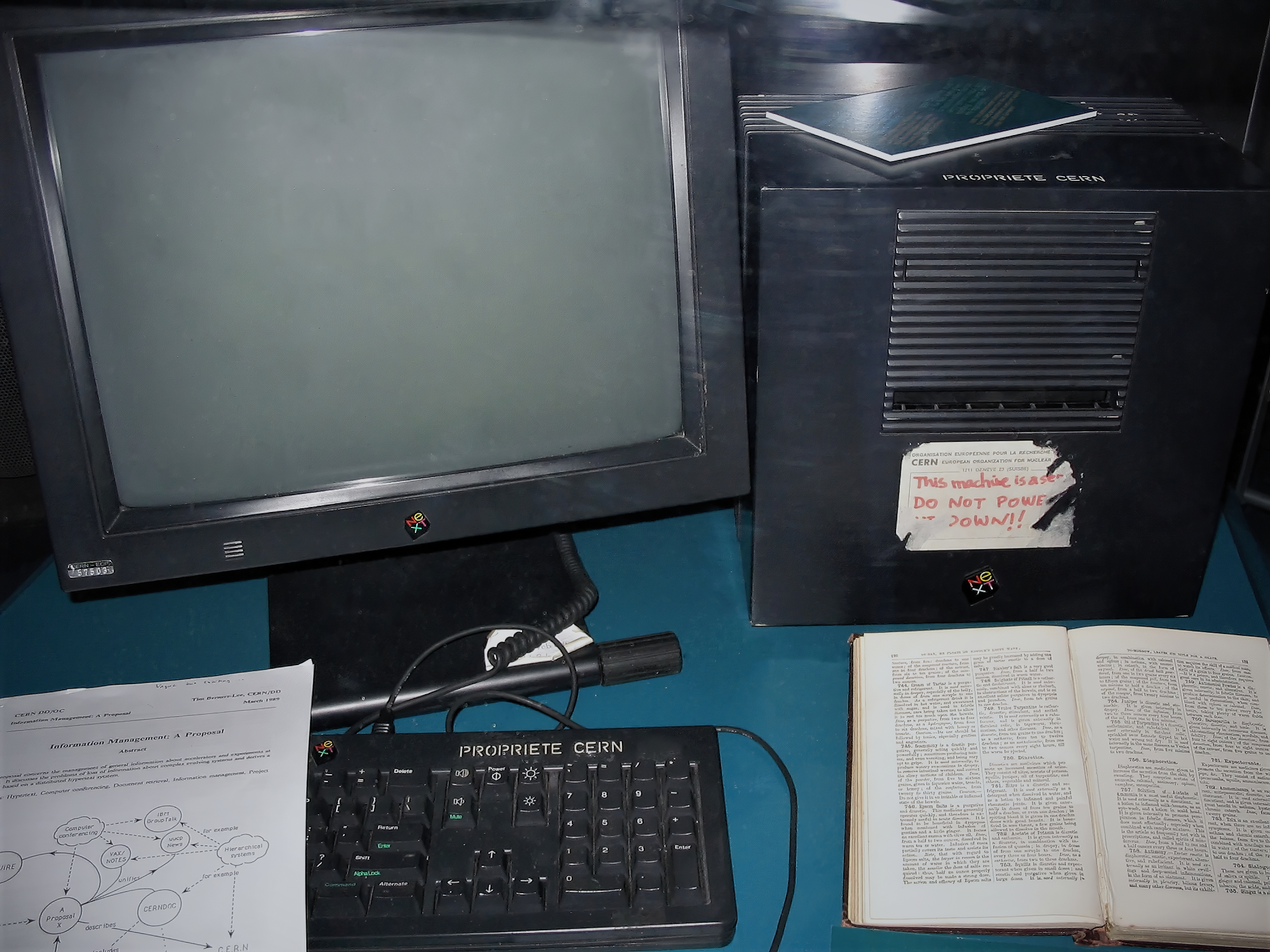
Deze NeXTcube met NeXTStep was de eerste webserver ter wereld

De eerste webbrowser ooit was het NeXTStep-programma WorldWideWeb, geïntroduceerd door Tim Berners-Lee in 1990. Berners-Lee's NeXTcube-computer met NeXTStep was de eerste webserver ter wereld.
In de jaren 1990 werd een aantal bekende games ontwikkeld op NeXT-hardware, zoals Doom, Quake, Heretic, Hexen, en Strife. Het bedrijf Altsys maakte Virtuoso, waarvan versie 2 later werd overgezet naar Mac OS en Windows om uiteindelijk Macromedia Freehand te worden.
De multiplatform OpenStep-API draaide onder NeXTStep, Solaris en Windows NT, en was feitelijk een kleinere, hardware-onafhankelijke versie van NeXTStep, bedoeld om onder Solaris te kunnen draaien op de SPARC-computers van Sun Microsystems. De belangrijkste componenten van de API waren Display Postscript en Objective-C. Ook de Cocoa-API voor Mac OS X is gebaseerd op NeXTStep.
Het gratis besturingssysteem GNUstep, een Unix-variant, is net als Mac OS X gebaseerd op OpenStep. De ontwikkelaars wilden oorspronkelijk NeXTStep herschrijven om het ook op andere platforms dan NeXT-computers te kunnen draaien. Toen de OpenStep-specificatie in 1994 uitkwam, besloten ze GNUstep hierop te baseren.